# Ђорђе Пилчевић
Ђорђе Пилчевић (Крушица, 15. јануар 1938 — Ужице, 13. април 2017) био је српски новинар, публициста и историограф, сарадник Друштва историчара Ужица и Историјског архива Ужице, супруг председнице потомака ратника 1804-1918 “Мајор Коста Тодоровић”, Миљке Пилчевић.
Пилац, како су га од милоште звали, задужио је Ужице својим писањем локалне историје, и учинио најбитније кораке за праведно сагледавање живота и рада академског сликара Михаила Миловановића.

## Биографија
Ђорђе Пилчевић рођен је 1938. године у Крушчици код Ариља.
Основну школу учио је у Крушчици, Суботици и Земуну, а нижу гимназију у Брекову. Похађао школу ученика у привреди у Београду.
Радио је као службеник (књиговођа и благајник) у предузећу „Пролетер“ у Ариљу и Народном одбору општине Ариље. Потом је примљен за новинара ужичких Вести, где је радио од 1963. до 1979. У Вестима је био уредник спортске рубрике. Од 1979. до 1989. био је стални дописник Политике из ужичког краја, а потом стални дописник Борбе из Ужица до 1997. Без посла у Политици те 1989, према сведочењу његовог колеге, такође новинара Данила Коцића, остао је после тзв. "споразумног раскида радног односа". Раднички савет је, под нечувеним притиском политичког руководства Ужица и др Жике Миновића, донео такву одлуку, која је била у супротности са законом. Пилчевић се није жалио, јер је прихватио позив Борбе да извештава за ту редакцију. Били су то тешки дани за породице Пилчевић и Коцић. За разлику од Пилчевића, који је неправду опростио, Коцић се жалио и добио у судском процесу спор, те су му надокандили све судске трошкове и личне дохотке."
Од 1958. објављивао је прилоге у “Вестима”, “Народном војнику” и листу “За домовину”. Сарађивао је са 50 разних листова и часописа. Једно време је у Вечерњим новостима објављивао прилоге под именом Влајко Ерић. Објавио је више приказа књига везаних за ужички крај, преко двадесет фељтона у “Вестима”, “Вечерњим новостима”, “Фронту”, “Нашим крилима”, “Борби”, “Четвртом јулу”, “Полимљ”у, “Политици Експрес”, “Златарским новостима”.
Више од четрдесет година бавио се публицистиком. Био је члан Савеза новинара Југославије, Удружења новинара Србије и Црне Горе, у једном мандату члан Суда части Удружења новинара Србије, председник Актива новинара региона Ужице и члан Удружења публициста западне Србије (Чачак). Поводом 25. годишњице листа Полимље у Пријепољу, добио је другу награду „Окица Глушчевић“ за објављен фељтон у овом листу – „Бистрица-гнездо устаничко“. У пензији је био од 1997. године, али је наставио да буде сарадник „Вести“ и „ББ гласа“. Био је један од најактивнијих сарадника и истраживача Историјског архива Ужице.

## Дела
Трагом ариљских партизана (Ариље 1971)
Први Партизан 1944-1974 (Ужице, 1974)
Командант устаничке Шумадије, прича о Милану Благојевићу (Ужице,1979)
Добрун, Тара, Санџак (Ужице-Београд, 1980)
60 година постојања и рада Добровољног ватрогасног друштва у Титовом Ужицу 1923-1983 (Ужице,1983. и допуњено издање 1998)
Пчеларство у пожешком крају од најстаријих дана до данас (Пожега, 1996)
Академски сликар Михаило Миловановић, живот и дело 1879-1941 (Ужице, 1998)
40 година Завода за пољопривреду „Моравица“ у Ужицу 1958-1998 (Ужице, 1998)
Браћа Јечменица (Ужице, 1999);
Ватрогаство Златиборског округа 1908-2000 (Ужице, 2000)
30 година Поливалентне патронажне службе ужичког Дома здравља 1971-2001)
45 година Пољопривредне школе „Љубо Мићић“ у Пожеги (Пожега, 2002)
Трагично пролеће-ужички крај у НАТО агресији 1999. (Ужице, 2004)
Мајор Кол/ Грађанин Кочић (Ханс Кол)
Кооаутор монографија
50 година Спортског друштва „Слобода“
85 година Текстилног завода „Цвета Дабић“ Титово Ужице
50 година Електродистрибуције Ужице
На раскршћу путева и размеђу векова - Основна школа Нова Варош 1827-2002 (Нова Варош, 2002) итд.